# 马里斯韦尔 (犹他州)
马里斯韦尔（英文：Marysvale）是美国犹他州派尤特县下属的一座城市。建市于 1863年，面积大约为17.63平方英里（45.7平方公里），海拔约为5,863英尺（1,787米）。根据2010年美国人口普查，该市有人口408人。